# Partido de la Comunidad Húngara
El Partido de la Comunidad Húngara (en húngaro: Magyar Közösség Pártja, en eslovaco: Strana maďarskej komunity; SMK-MKP), anteriormente denominado Partido de la Coalición Húngara, es un partido político de la comunidad húngara en Eslovaquia.
El partido entró a formar parte del Partido Popular Europeo (PPE) el 7 de junio de 2000.

## Historia
El SMK se fundó en 1998 en respuesta a la aprobación de una ley que impedía a los partidos formar coaliciones para sortear el umbral electoral del 5%. En las elecciones parlamentarias de 1994, tres partidos que representaban a la minoría húngara se habían presentado conjuntamente como la «Coalición Húngara», obteniendo el 10,2% de los votos. Para cumplir la nueva ley, los tres partidos (Movimiento Demócrata Cristiano Húngaro, Coexistencia y el Partido Cívico Húngaro) se unieron para formar un solo partido, el Partido de la Coalición Húngara.
Tras las elecciones parlamentarias de 2002, el Partido de la Coalición Húngara formó parte de la coalición de gobierno, al igual que lo hiciera en la anterior legislatura, con 321 069 votos, el 11,16% del total. Obtuvo cuatro ministerios y seis secretarías de Estado en el gobierno eslovaco. Béla Bugár, presidente del Partido de la Coalición Húngara, fue nombrado vicepresidente del Consejo Nacional.
En las elecciones parlamentarias de 2006, el partido obtuvo el 11,7% del voto popular y 20 escaños de un total de 150, pero no formó parte del nuevo gobierno.
En las elecciones parlamentarias de 2010, el SMK no llegó al umbral del 5% del voto popular para poder acceder al Consejo Nacional. Los votos que perdió fueron mayoritariamente a Most-Híd, un partido nuevo dirigido por el exlíder del SMK, Béla Bugár. Como consecuencia de ello, la cúpula del SMK, encabezada por Pál Csáky, dimitió.
En 2012, tampoco llegó al umbral y, el 22 de septiembre de ese año, el partido fue renombrado a Partido de la Comunidad Húngara.
En las elecciones al Parlamento Europeo de 2014, el SMK obtuvo el 6,53% de los votos y un eurodiputado.
En las elecciones parlamentarias de 2020, el SMK no llegó al umbral del 5% del voto popular para poder acceder al Consejo Nacional.

## Ideología
Aunque el Partido de la Comunidad Húngara mantiene consistentemente una línea ideológica neoliberal o liberal-conservadora, tiene el objetivo de representar a la minoría húngara eslovaca en su conjunto para fortalecer su estatus legal y asegurarles una posición de igualdad en la sociedad.
El partido también se ocupa de la protección de los derechos de otras minorías que residen en Eslovaquia. Por ejemplo, apoya la igualdad política y social del pueblo gitano, aunque también apoya los recortes en las prestaciones sociales a las que los gitanos, al igual que otros ciudadanos, tienen derecho.

## Organización
Las bases del partido están formadas por organizaciones locales. A finales de 2003, el partido contaba con 521 organizaciones locales con 10 983 miembros. El máximo órgano es el congreso del partido. Durante el periodo intercongresual, el máximo órgano es el Consejo Nacional.
Todos los funcionarios y órganos son elegidos mediante elecciones democráticas y secretas. La cúpula distrital coordina el funcionamiento de las instituciones locales de cada distrito.
Entre 1998 y 2007, el presidente del partido era Béla Bugár. El presidente del Consejo Nacional era Zsolt Komlósy; el líder del grupo parlamentario, Gyula Bárdos; y el vicepresidente ejecutivo, Miklós Duray. Pál Csáky presidía el Club de los Ministros.
El 31 de marzo de 2007, la asamblea del partido eligió a Pál Csáky presidente del partido, con lo que sucedía al más moderado Béla Bugár.
Béla Bugár formó el partido Most–Híd el 30 de junio de 2009, alegando que Csáky era demasiado nacionalista. El nuevo partido (cuyo nombre significa «puente» en eslovaco y húngaro) pretende poner énfasis en la cooperación entre húngaros y eslovacos.

### Presidentes
- Béla Bugár (1998–2007)
- Pál Csáky (2007–2010)
- József Berényi (2010–2016)
- József Menyhárt (2016–presente[actualizar])[8]

## Resultados electorales

### Consejo Nacional
| Fecha | Votos         | %     | Diputados | +/-         | Estatus                      |
| ----- | ------------- | ----- | --------- | ----------- | ---------------------------- |
| 1998  | 306.623 (#4)  | 9,12  | 15/150    | 2a          | Coalición con SDK, SDL y SOP |
| 2002  | 321.069 (#4)  | 11,16 | 20/150    | 5           | Coalición con SDKÚ-DS y ANO  |
| 2006  | 269.111 (#4)  | 11,68 | 20/150    | Sin cambios | Oposición                    |
| 2010  | 109.638 (#7)  | 4,33  | 0/150     | 20          | Extraparlamentario           |
| 2012  | 109.483 (#8)  | 4,29  | 0/150     |             | Extraparlamentario           |
| 2016  | 105.495 (#10) | 4,05  | 0/150     |             | Extraparlamentario           |
| 2020  | 112.662 (#9)  | 3,90  | 0/150     |             | Extraparlamentario           |
| 2023b | 130.183 (#9)  | 4,39  | 0/150     |             | Extraparlamentario           |

a Respecto al resultado de la Coalición Húngara en 1994.
b Dentro de Alianza.

### Parlamento Europeo
| Año  | Votos  | Votos (%) | Escaños | Puesto |
| ---- | ------ | --------- | ------- | ------ |
| 2004 | 92 927 | 13.24     | 2       | 5.º    |
| 2009 | 93 750 | 11.33     | 2       | 3.º    |
| 2014 | 36 629 | 6.53      | 1       | 7.º    |
| 2019 | 48 929 | 4.96      | 0       | 7.º    |